# Drapery Trust
Drapery Trust (aanvankelijk Drapery & General Investment Trust Ltd genoemd) werd in 1925 opgericht door Clarence Hatry, een beruchte Britse financier. Hij had zijn fortuin verdiend met het speculeren op olieaandelen en had investeerders ervan overtuigd warenhuizen te promoten en ze onder het beheer van een detailhandelsconglomeraat te brengen. In 1927 werd het bedrijf overgenomen door Debenhams, dat het tot de jaren 1970 als een dochteronderneming runde.

## Geschiedenis
Marshalls-directeur Ronald Glaze had oorspronkelijk het idee voor de trust, die Hatry commercieel aantrekkelijk vond, en Glaze zou de algemeen directeur van het nieuwe bedrijf worden. De trust kocht warenhuizen die in familiebezit waren door de uitgifte van aandelen. 
In 1927 had het bedrijf 65 winkels, 11.000 medewerkers en meer dan 18 miljoen transacties per jaar. Het had Swan &amp; Edgar aan Piccadilly Circus in Londen overgenomen van Charterhouse Investment Trust voor £ 1.250.000 om als het vlaggenschipwarenhuis te fungeren. 
Het Schotse bedrijf van Pettigrew & Stephen werd in 1927 verkocht aan de nieuw opgerichte Scottish Drapery Corporation in ruil voor aandelen in de nieuwe organisatie. Het bedrijf werd echter in november 1927 door Debenhams overgenomen, toen ze 75% van de Drapery Trust-aandelen kochten voor een bedrag van £ 2.350.000. Dit werd gefinancierd door Austin Friars Trust van Hatry, dat £ 1.600.000 aan Debenhams-aandelen kocht.  
Drapery Trust opereerde als een aparte dochteronderneming van Debenhams, waarbij er bestuursleden van Debenhams toetraden tot het bestuur van Drapery Trust. Het bedrijf bleef groeien door de overname van R.R. Talbot uit Weymouth in Dorset, en voegde het toe aan de Plummer Roddis-divisie.
In 1929 vervalste Hatry, als onderdeel van zijn frauduleuze plan om het geld bijeen te brengen voor zijn deal om United Steel te kopen, £ 478.100 aan aandelen in de Drapery Trust. In september 1929 werd de fraude echter ontdekt en in 1931 startte de Lloyds Bank een procedure om £ 493.100 terug te krijgen. 
In 1932 had Drapery Trust de volgende warenhuizen:
- Bon Marché in Gloucester
- Bobby & Co. in Margate en andere plaatsen
- Curl Brothers in Norwich
- Dawson Brothers in Londen
- Drages meubelwinkel ( High Holborn, Birmingham, Manchester )
- Frank Drury & Co in Manchester
- Lakeman, Pretty & Co in Ipswich
- Gardiner & Co in Ipswich
- Green & Edwards Ltd
- J Howells in Ipswich
- Jones & Co in Bristol
- Edwin Jones in Southampton
- William Lefèvre
- Marshalls Ltd (de voormalige Yorkshire-tak van Marshall & Snelgrove, exploiteerde winkels in Bradford, Harrogate, Leeds, Scarborough, Sheffield en York)
- Kennards in Croydon en Staines
- Pauldens in Manchester
- Plummer Roddis in Hastings en andere plaatsen
- Schottisch Drapery Corporation
- Selincourt & Sons, inclusief Margaret Marks Ltd
- Spooner & Co in Plymouth
- Staddons Ltd aan Barking Road in Londen
- Stagg & Russell aan Leicester Square in Londen (voorheen bekend als Stagg & Mantle en H.C. Russell)
- Warwick House in Birmingham

In 1932 kon het bedrijf echter geen dividend uitkeren aan Debenhams, terwijl het in 1931 nog £ 75.000 had uitgekeerd. De financiële positie van het bedrijf verbeterde niet en in 1934 was de bedrijfswinst gedaald tot £ 61.921, tegenover £ 102.767 in 1933. Vanwege de verslechterende financiële situatie en de beschadigde reputatie als gevolg van de connecties van Debenham met Hatry, voltooide Maurice Wright, die zowel bestuurder was bij Debenhams als Drapery Trust, in 1934 een herschikking  van het aandelenkapitaal, waarbij de aandelen van de drie onderdelen - Debenhams, Debenhams Securities en Drapery Trust - werden samengevoegd. Drapery Trust verlaagde het geplaatste kapitaal van het bedrijf van £ 15.100.000 naar £ 6.000.000. In 1937 werd de Drages-divisies verkocht aan Great Universal Stores.
In de jaren 1970 werd besloten om alle activiteiten onder één formule onder te brengen, en daarom werden de winkels van de Drapery Trust ofwel omgebouwd tot een Debenhams-filiaal, ofwel gesloten. 